# 파레이어스-린드크비스트 효과
파레이어스-린드크비스트 효과(Fåhræus-Lindqvist effect, /fɑːˈreɪ.əs ˈlɪndkvɪst/) 또는 시그마 효과(sigma effect)는 유체(이 경우 혈액)의 점도가 이동하는 튜브의 직경에 따라 어떻게 변하는지를 설명한다. 특히 '튜브 직경이 감소함에 따라 점도 감소'가 발생한다(튜브 직경이 10~300마이크로미터인 경우에만 해당). 이는 적혈구가 혈관 중앙으로 이동하고 혈관 벽 근처에 혈장만 남기 때문이다.

## 현상의 설명
이러한 초기 혼란스러운 결과는 적혈구가 고갈된 모세혈관 벽에 인접한 얇은 층인 혈장 무세포층(plasma cell-free layer)의 개념으로 설명될 수 있다. 무세포층은 적혈구가 부족하기 때문에 유효 점도가 전혈(온혈액, whole blood)보다 낮다. 따라서 이 층은 모세관 내의 흐름 저항을 줄이는 역할을 한다. 이는 유효 점도가 전혈의 점도보다 낮다는 순 효과를 갖는다. 무세포층은 매우 얇기 때문에(약 3μm) 직경이 큰 모세혈관에서는 이 효과가 미미하다. 이 설명은 정확하기는 하지만 플라즈마 무세포 층이 존재하는 이유에 대한 근본적인 질문에 대답하지 못하기 때문에 궁극적으로 만족스럽지 않다. 실제로 무세포층 형성을 촉진하는 두 가지 요인이 있다.
1. 튜브에 흐르는 입자의 경우 입자를 모세관 중심을 향해 밀어내는 경향이 있는 순 유체동역학적 힘이 있다. 이는 Segré-Silberberg 효과로 인용되어 왔지만, 명명된 효과는 희석된 현탁액과 관련이 있고 농축된 혼합물의 경우에는 작동하지 않을 수 있다. 또한 이 힘을 증가시킬 수 있는 적혈구의 변형성과 관련된 효과도 있다.
2. 적혈구가 모세혈관 벽을 통과할 수 없다는 것은 분명하다. 이는 적혈구의 중심이 벽에서 절반 두께 떨어진 곳에 적어도 하나의 적혈구가 있어야 함을 의미한다. 이는 평균적으로 모세혈관 벽 근처보다 모세혈관 중앙 근처에 더 많은 적혈구가 있다는 것을 의미한다.

무세포 주변층 모형은 Fåhræus-Lindqvist 효과를 수학적으로 설명하려는 수학적 모형이다.

## 같이 보기
- 무세포 주변층 모형
- 파레이어스 효과
- 혈류학(혈액 유변학)
- 혈류역학
- 프랑크-스탈링 법칙
- 겉보기 점성도